# الصيادون في الثلج
الصيادون في الثلج هي لوحة زيتية للفنان الهولندي بيتر بروخل الأكبر رسمها في 1565.